# Succinimide
Succinimide là một hợp chất hữu cơ có công thức (CH2)2(CO)2NH. Chất rắn màu trắng này được sử dụng trong một loạt các phản ứng tổng hợp hữu cơ cũng như trong một số quy trình mạ bạc công nghiệp. Các hợp chất được phân loại là một imide tuần hoàn. Hợp chất này có thể được điều chế bằng cách nhiệt phân muối amoni của acid succinic.

## Succinimides
Thuật ngữ Succinimides dùng để chỉ các hợp chất có chứa nhóm succinimide. Các hợp chất này có một số công dụng đáng chú ý. Một số hợp chất succinimide được sử dụng làm thuốc chống co giật, bao gồm ethosuximide, phensuximide và methsuximide.
Các hợp chất Succinimides cũng được sử dụng để hình thành liên kết cộng hóa trị giữa protein hoặc peptide và chất dẻo, rất hữu ích trong một loạt các kỹ thuật xét nghiệm.